# Mama și copiii (pictură de Renoir)
Mama și copiii (cunoscută și sub numele de La Promenade) este o pictură în ulei pe pânză realizată de Auguste Renoir în 1876 și aflată în prezent la Frick Collection. Deși tabloul este cel mai frecvent cunoscut sub numele de Mama și copiii, Renoir l-a prezentat cu titlul La Promenade în 1876. Pictura este expusă într-un alcov sub un set de scări la Frick.